# Håkonshallen

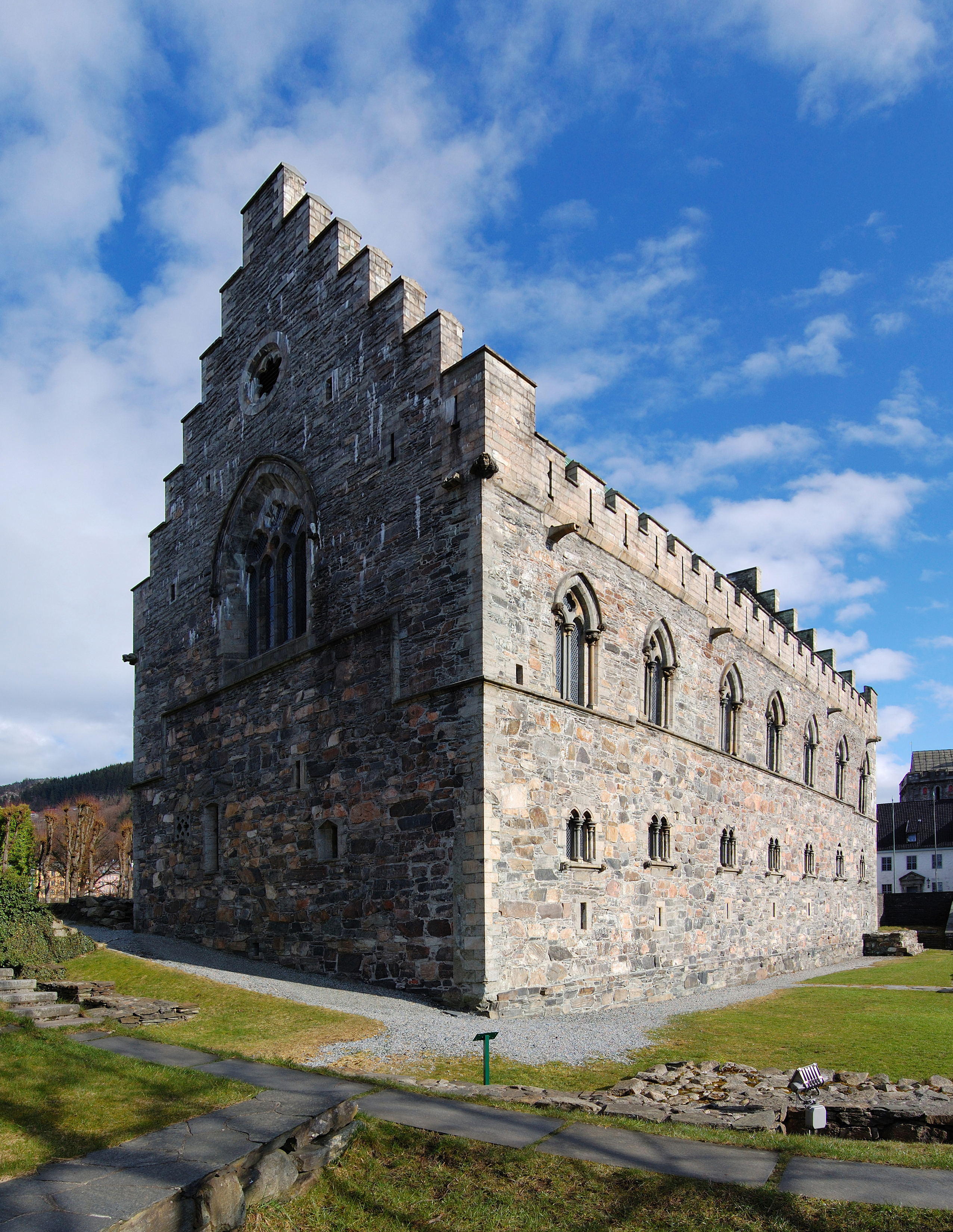
Håkonshallen

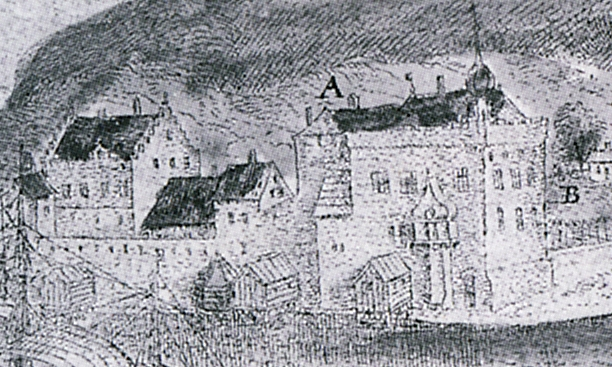
Detail van de oudste afbeelding van Håkonshallen (links) uit ca. 1580

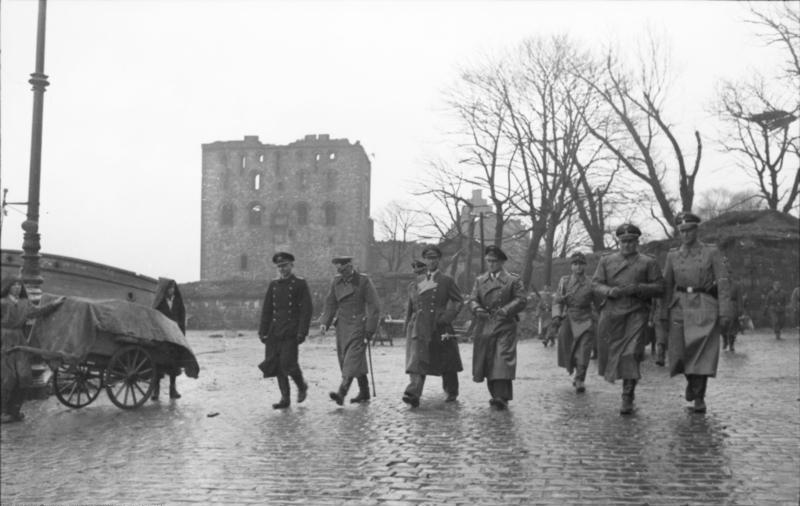
Josef Terboven en andere Duitse officieren in Bergen (Noorwegen) in 1944. Op de achtergrond (midden achter) de zwaar beschadigde Håkonshallen

Håkonshallen is een 13e-eeuws bouwwerk in de middeleeuwse vesting Bergenhus in de Noorse stad Bergen. Het was het belangrijkste gebouw van het Noorse koninklijke hof in Bergen, destijds de hoofdstad van het land. Håkonshallen is het grootste niet-religieuze middeleeuwse bouwwerk van Noorwegen.
De stenen hal in gotische stijl werd gebouwd tijdens de regeerperiode van Håkon Håkonsson (1217-1263) en is vernoemd naar deze koning. De eerste keer dat de hal gebruikt werd was voor het huwelijk van Håkons zoon Magnus Lagabøte met de Deense prinses Ingeborg Eriksdotter in 1261. In de feestzaal zou destijds voor 2000 gasten gedekt zijn.
De hal heeft drie etages: een kelder, een middenetage en (bovenaan) de feestzaal. Het bouwwerk heeft veel overeenkomsten met vergelijkbare gebouwen in middeleeuws Engeland, en in Noorwegen werden in die periode weinig stenen bouwwerken neergezet. Daarom denken historici dat Håkonshallen door Engelse bouwmeesters gebouwd werd, mogelijk zelfs door de hofbouwmeester van de met Håkon bevriende koning Hendrik III van Engeland.
De hal brandde een aantal keren af, onder andere in 1429, toen Bergen werd aangevallen door de Victualiënbroeders. Na de dood van Erik II in 1299 verloor Bergen haar status als hoofdstad van Noorwegen. Håkonshallen raakte in onbruik, en in de loop van de eeuwen verviel het gebouw langzaam. Vanaf 1683 was het in gebruik als opslagplaats voor graan.
In de 18e eeuw was de oorspronkelijke functie van het gebouw geheel verloren gegaan, en dacht men dat het een oude kerk betrof. In de 19e eeuw werd het bouwwerk echter herontdekt en in de periode 1873-1895 gerestaureerd. Hierbij werd de trapgevel hersteld, gebaseerd op de oudste afbeelding van Håkonshallen, uit ca. 1580, waarop deze trapgevel zichtbaar was. Het vernieuwde interieur, met wandtapijten, fresco's, gebrandschilderd glas en meubels, was gebaseerd op tekeningen door de Noorse kunstenaar Gerhard Munthe uit 1910-1916, die zich liet inspireren door de saga van Håkon Håkonsson zoals die werd neergeschreven in de Heimskringla.
Op 20 april 1944 ontplofte een Nederlands schip met 120 ton ammunitie aan boord in de baai Vågen. Hierbij raakte Håkonshallen zwaar beschadigd. Ook het interieur aangebracht tijdens de 19e-eeuwse restauratie werd hierbij vernietigd. Na nieuw archeologisch onderzoek door de Noorse architect en archeoloog Gerhard Fischer werd Håkonshallen in de periode 1955-1961 opnieuw gerestaureerd. Hierbij kreeg de hal ook een nieuw, soberder interieur. Het gebouw werd heropend op 11 september 1961, het 700-jarig jubileum van het huwelijk van Magnus Lagabøte met Ingeborg Eriksdotter in de feesthal.
Håkonshallen wordt nu beheerd door Bymuseet i Bergen, een museum ontstaan uit een samenvoeging in 2005 van een aantal kleinere musea en monumenten in Bergen. De hal wordt soms gebruikt voor klassieke muziekconcerten en andere evenementen. Het is een van de belangrijkste concertzalen van het jaarlijkse culturele festival Festspillene i Bergen.
De Noorse dichter Henrik Ibsen schreef een gedicht over Håkonshallen, Kong Håkons gildehall (1858). "Du gamle hal med de mure grå, hvor uglen bygger sin rede" dichtte Ibsen ("Jij oude hal met muren grijs, waar de uil zijn nest bouwt").
Het bouwwerk werd afgebeeld op het biljet van 100 kronen dat van 1901 tot 1945 in omloop was.
|  |